# 家庭影院技术
《家庭影院技术》是中国广州市的一本以家庭影音娱乐等综合内容组成的月刊，由广州市电子技术协会主管主办，于1998年创刊。该杂志以关注影音行业发展、技术革新、影音系统解决方案为主，以资讯性、科普性、专业性为理念。杂志英文名称为“Home Theater Tech”。
《家庭影院技术》的上级主管单位广州市电子技术协会创立于1983年，原名广州市家用电器应用技术研究协会.
除《家庭影院技术》外，还拥有《电子制作》、《电子测试》、《家电维修》这几本月刊。

## 历史
1998年1月《家庭影院技术》创刊，社长与总编辑为已故陈忠先生。
2000年，《家庭影院技术》杂志社社长改由陈晓筱先生担任至今。主编改由已故黄强先生担任。
2002年，《家庭影院技术》杂志社主编改由已故罗翰皋先生担任。
2003年，《家庭影院技术》推出论坛平台“影音新时代”，后“影音新时代”脱离杂志社独立经营管理。
2004年，《家庭影院技术》杂志社主编改由汪杰担任。
2008年，合作网站“影音中国”建成，该门户网站开始与杂志内容同步发表。
2008年，《家庭影院技术》杂志社与美国THX公司合作开始在中国每年定期组办“THX认证工程师培训课程”，后陆续引进isf,CEDIA，HAA等机构的行业专业培训课程。
2011年， 杂志社开始在北京国家会议中心每年举办“中国影音集成科技展”(China Audio&Video Integration Technology Expo，简称CIT展会)。
2013年，《家庭影院技术》杂志社主编改由张丹担任。
2016年，《家庭影院技术》杂志社主编改由李玮盛担任至今。

## 杂志目录
影音新品
特别策划
器材鉴赏
特别报道
动态
碟片赏析
碟海纵横